# KAE 20–21
Die beiden schmalspurigen Tenderlokomotiven KAE 20–21 der Kreis Altenaer Eisenbahn (KAE) waren Dampflokomotiven für den gemischten Betrieb und wurden von Borsig 1924 gebaut. Sie waren bis 1965 in Betrieb und wurden 1966 verschrottet.

## Geschichte
Anfang der 1920er Jahre benötigte die Kreis Altenaer Eisenbahn für den gemischten Betrieb schwerere und stärkere Lokomotiven, als es die vorhandenen KAS 10–11 waren. Auf Grund der Weltwirtschaftskrise konnten nur zwei Lokomotiven bestellt werden. So wurden zwei dreiachsige Lokomotiven bei Borsig 1924 mit den Fabriknummern 11758 und 11759 ausgeliefert.
Die HBE-Tierklasse bildete das Vorbild der Borsig-Lokomotiven. So wurden die wesentlichen Merkmale von dieser Reihe übernommen: der hochliegende und dicke Kessel, die schmalen und hohen seitlichen Wasserbehälter sowie der kurze Vorratsbehälter hinter dem Führerhaus. Sie erhielten als erste Fahrzeuge der KAE keinen Namen mehr.
Für den Einsatz auf den Strecken der KAE musste die Strecke durchgehend auf die höhere Achslast der Lokomotiven ertüchtigt werden. Beheimatet wurde die Lokomotive 20 in Lüdenscheid und die 21 in Altena. Beide Lokomotiven versahen hauptsächlich auf dem Rahmedetal bis zum Betriebsmittelpunkt Zum Hohle ihren Dienst, die Lüdenscheider Maschine führte außerdem den Verkehr bis Wehberg durch. Bis Werdohl verkehrten sie nur in Ausnahmefällen, wenn dort besonders schwere Züge zu befördern waren.
Die hohe Kessellage ließ die Lokomotiven während der Fahrt bedenklich schaukeln. Am 21. Dezember 1950 brach bei der Lok 20 in Grünewiese eine Kuppelstange, die Lokomotive stürzte mit den Rädern nach oben in die Rahmede. Erst drei Tage später konnte sie geborgen werden.
Die Lokomotiven waren im Güter- sowie Personenzugdienst eingesetzt. Der niedrige Kohlenverbrauch wurde gelobt. Die Lokomotiven wurden bis zum Ende des Dampflokbetriebes bei der KAE eingesetzt. Die KAE 21 wurde bereits 1961 abgestellt, die KAE 20 erst 1965. Anfang 1966 wurden beide Lokomotiven verschrottet.

## Konstruktion
Die beiden Lokomotiven wurden nach den Konstruktionsprinzipien von August Meister geschaffen. Sie besaßen einen kombinieren Blech-/Barrenrahmen. In ihm waren die erste sowie die als Treibachse ausgebildete dritte Achse fest gelagert, die mittlere Achse war mit einem Seitenspiel von ±25 mm ausgestattet. Auf dem Rahmen waren auf genieteten T-Trägern die seitlichen Wasserbehälter aufgesetzt.
Der sehr kurz und gedrungen ausgeführte Kessel besaß einen Überhitzer Bauart Schmidt. Die genietete Feuerbüchse war aus Kupfer hergestellt. Auf dem ersten Kesselschuss saß der Dampfdom mit dem Ventilregler und auf dem zweiten der Sandkasten, mit ihm wurden je nach Fahrtrichtung die erste Achse mechanisch gesandet. Ein Sicherheitsventil sowie ein Druckausgleichventil, das bei geöffneten Regler selbstständig schloss, waren zwischen Dampfdom und Schornstein vorhanden. Gesteuert wurde die Dampfmaschine von einer Heusinger-Steuerung. Der Kreuzkopf wurde einschienig auf der Gleitbahn geführt, die Zylinder besaßen zusätzlich Ventile für den Druckausgleich.
Sie waren mit einer Saugluftbremse Bauart Körting ausgerüstet. Ursprünglich besaßen die Loks eine Petroleumbeleuchtung, ein Dampfläutewerk sowie eine Tiefton-Dampfsirene. Die Beleuchtung wurde später auf einen elektrischen Betrieb mit Turbogenerator umgebaut, die Tieftonsirene wurde getauscht, da sie zu laut und ungewohnt war. Kolben und Schieber wurden durch eine Schmierpumpe Bauart Michalk geschmiert.